# 丸山 (桐生市)
丸山（まるやま）は、群馬県桐生市堤町にある山。標高174 m。山頂には、桐生国綱が柄杓山城の支城として築いた丸山砦があった。

## 概要
足尾山地の吾妻山南西支脈から切り離された低山で、渡良瀬川の北東岸に位置する。山頂から西麓にかけて堤町三丁目、東麓が堤町二丁目に含まれる。
梅田町の城山頂上に柄杓山城を築いた桐生国綱は、丸山頂上に丸山砦、丸山東方の巴町に今井宿砦、丸山南西麓の渡良瀬川から菱町の浅間山西麓の桐生川までを結ぶ下瀞堀を構築して備えを固め、以後、桐生領は桐生川一帯から渡良瀬川上流部にまで拡大した。
南麓に両毛線が通じ、渡良瀬川橋梁付近に赤岩の渡しがあった。両毛線は桐生駅から丸山南麓の渡良瀬川橋梁を経て下新田信号場までわたらせ渓谷鐵道との共用区間となっている。本線南側に並行して桐生駅から下新田車両基地まで引き込み線が通じている。北麓に群馬県道3号前橋大間々桐生線（旧国道50号）が通じ、堤町二丁目におりひめバスの丸山下停留所、渡良瀬川に赤岩橋がある。県道の北部に上毛電気鉄道が通じ、堤町三丁目に丸山下駅がある。
山頂に丸山砦跡、北東麓に白髭神社、桐生市消防団第八分団があり、白髭神社鳥居前に昭和通りが通じ、両毛線との交差部に丸山橋がある。南麓の両毛線南側に聖眼寺、桐生市水道局の水源地、元宿浄水場、西麓に西堤町団地がある。渡良瀬川の南西岸に富士山と富士山下駅がある。